# 전제주의
전제주의(despotism, 그리스어: Δεσποτισμός, 로마자 표기: despotismós)는 정치학에서 단일 실체가 절대 권력을 가지고 통치하는 정부 형태이다. 일반적으로 해당 실체는 개인, 독재자(독재정치의 경우)이지만, 특정 집단에 대한 존경과 권력을 제한하는 사회도 전제라고 불린다.
구어적으로 despot라는 단어는 자신의 권력과 권위를 사용하여 대중이나 부하 직원을 억압하는 사람들에게 경멸적으로 적용된다. 보다 구체적으로, 이 용어는 종종 국가 또는 정부 수반에게 적용된다. 이런 의미에서 이는 폭군 및 독재자라는 용어와 관련된 경멸적인 의미와 유사하다.
전제군주(Despot)는 역사적으로 다양한 지도자들이 맡은 왕족의 칭호이기도 하다.

## 같이 보기
- 전제 정치
- 권위주의
- 전제군주제
- 독재
- 데스포티스
- 전체주의